# Passion Conferences
Passion Conferences (aussi appelée The 268 Generation) est une organisation chrétienne évangélique qui met en place des conférences et un festival de musique chrétienne contemporaine pour les jeunes. La conférence principale se déroule en trois jours à Atlanta (Géorgie). 

## Histoire
En 1985, le pasteur baptiste Louie Giglio et sa femme Shelley, fondent "Choice Ministries" à l'Université Baylor. 
En 1997 se tient la première édition de "Passion Conferences",.
En 2008, Passion Conferences commencent à se produire dans d'autres pays du monde.
L'organisation effectue aussi des levées de fonds pour des causes. Elle a notamment amassé 3,1 million de dollar pour International Justice Mission afin de lutter contre le trafic d'êtres humains, en 2012.
En 2017, 50 000 jeunes assistent à la conférence au Georgia Dome.
En 2025, elles ont rassemblé 40 000 personnes dans deux évènements distincts.